# Rüstkammer (Dresden)

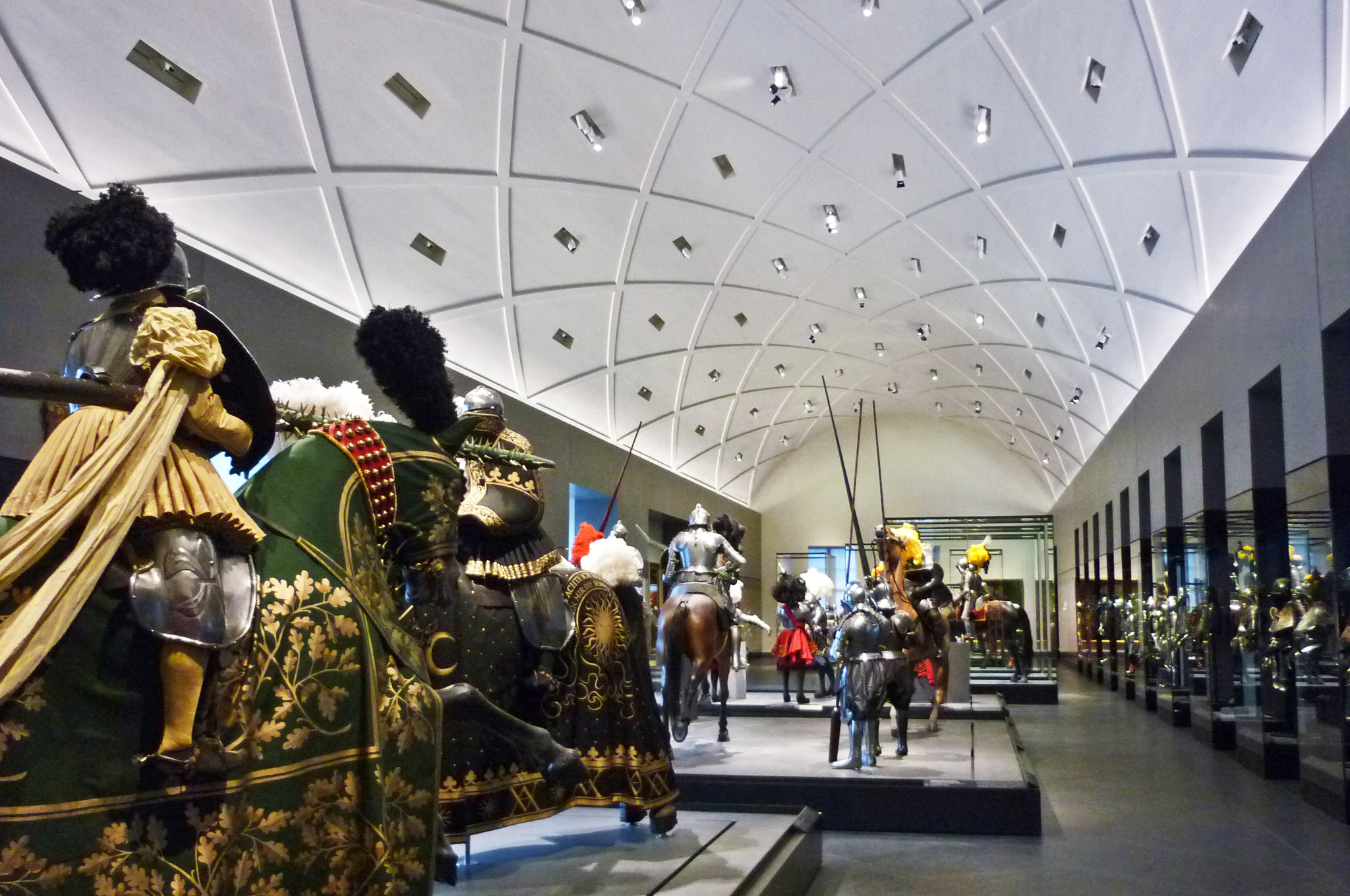
Rüstkammer im Riesensaal

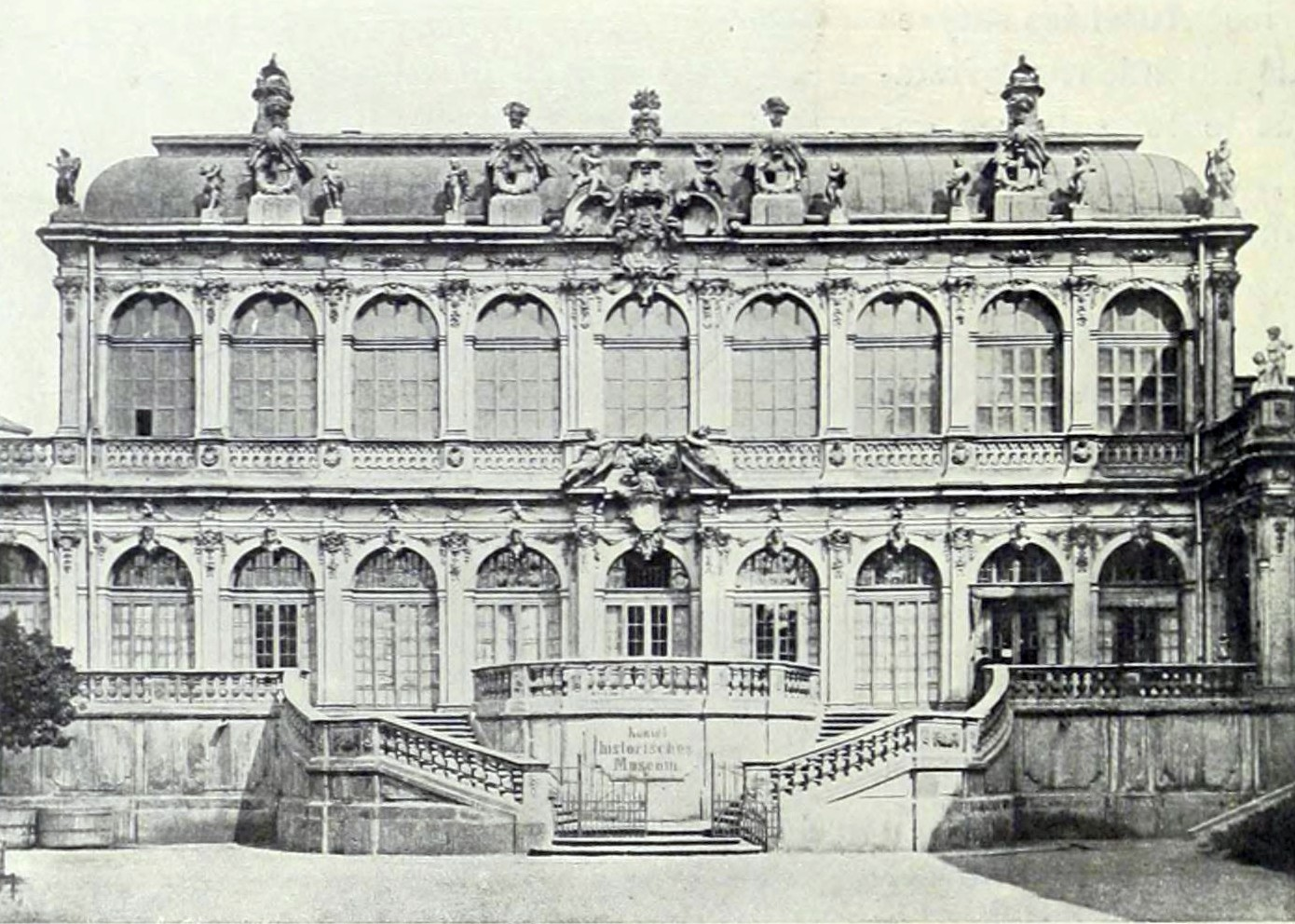
Zwingerpavillon mit der Aufschrift „Königliches Historisches Museum“ (um 1900)

Die Rüstkammer in Dresden, seit 1831 auch „Historisches Museum Dresden“ genannt, gehört zu den Staatlichen Kunstsammlungen Dresden und zählt zu den weltweit bedeutendsten Sammlungen von Prunkwaffen, Rüstungen und historischen Textilien. Bis in die 1830er-Jahre diente die Rüstkammer nicht als Kunstsammlung, sondern vor allem der kurfürstlichen Repräsentation. Erst in den 1920er-Jahren, nach der Aufhebung der sächsischen Monarchie, erhielt die Sammlung ihre kunstgeschichtliche Bedeutung.
Die Rüstkammer befand sich bis Ende September 2012 in der Sempergalerie des Zwingers. Seit dem 19. Februar 2013 ist die Rüstkammer im Riesensaal des Dresdner Residenzschlosses für die Öffentlichkeit zugänglich.
Der osmanische Teil der Rüstkammer, die Türckische Cammer, ist seit 2010 im Dresdner Residenzschloss als Dauerausstellung zu besichtigen.

## Geschichte

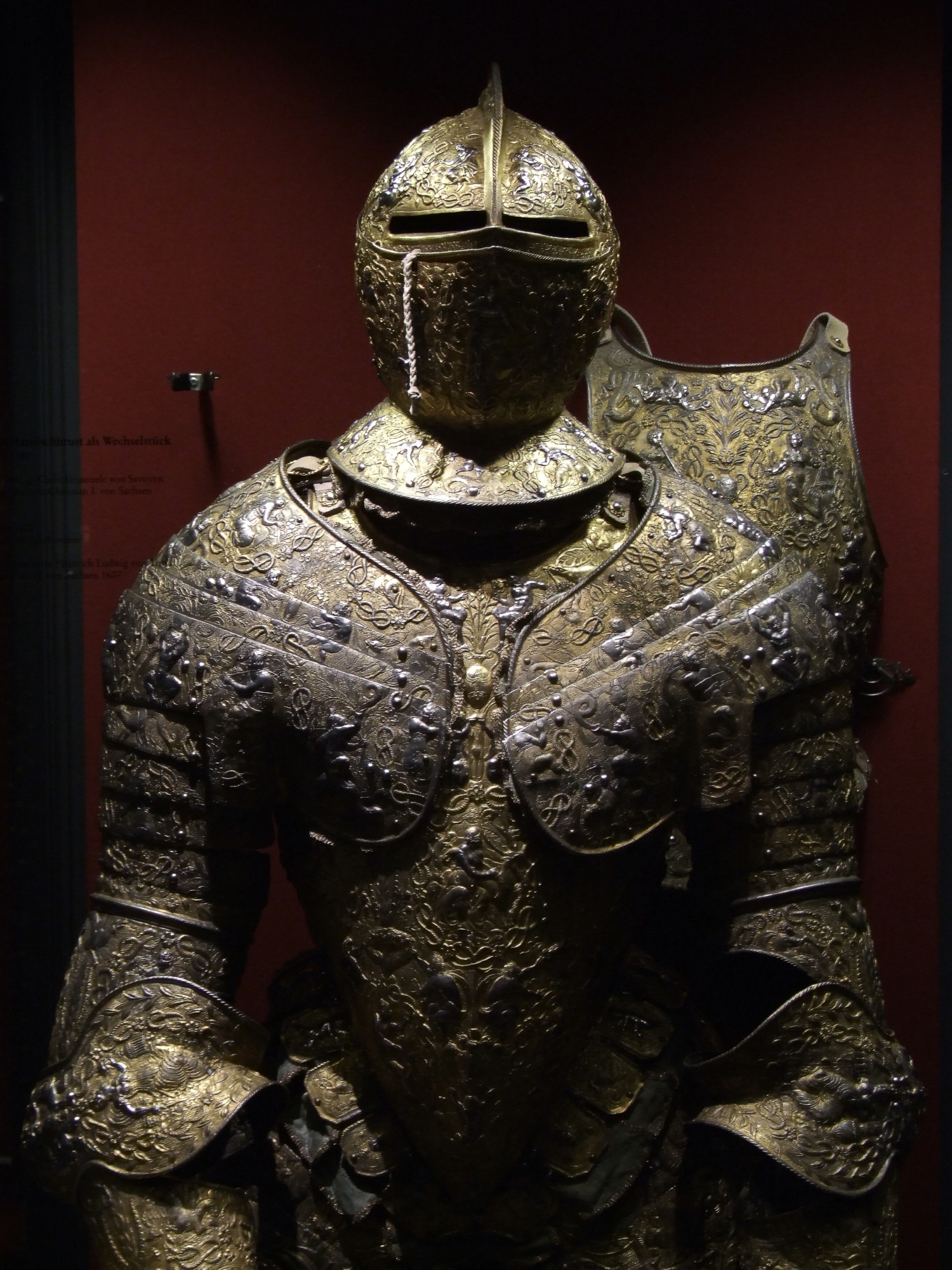
Prunkharnisch

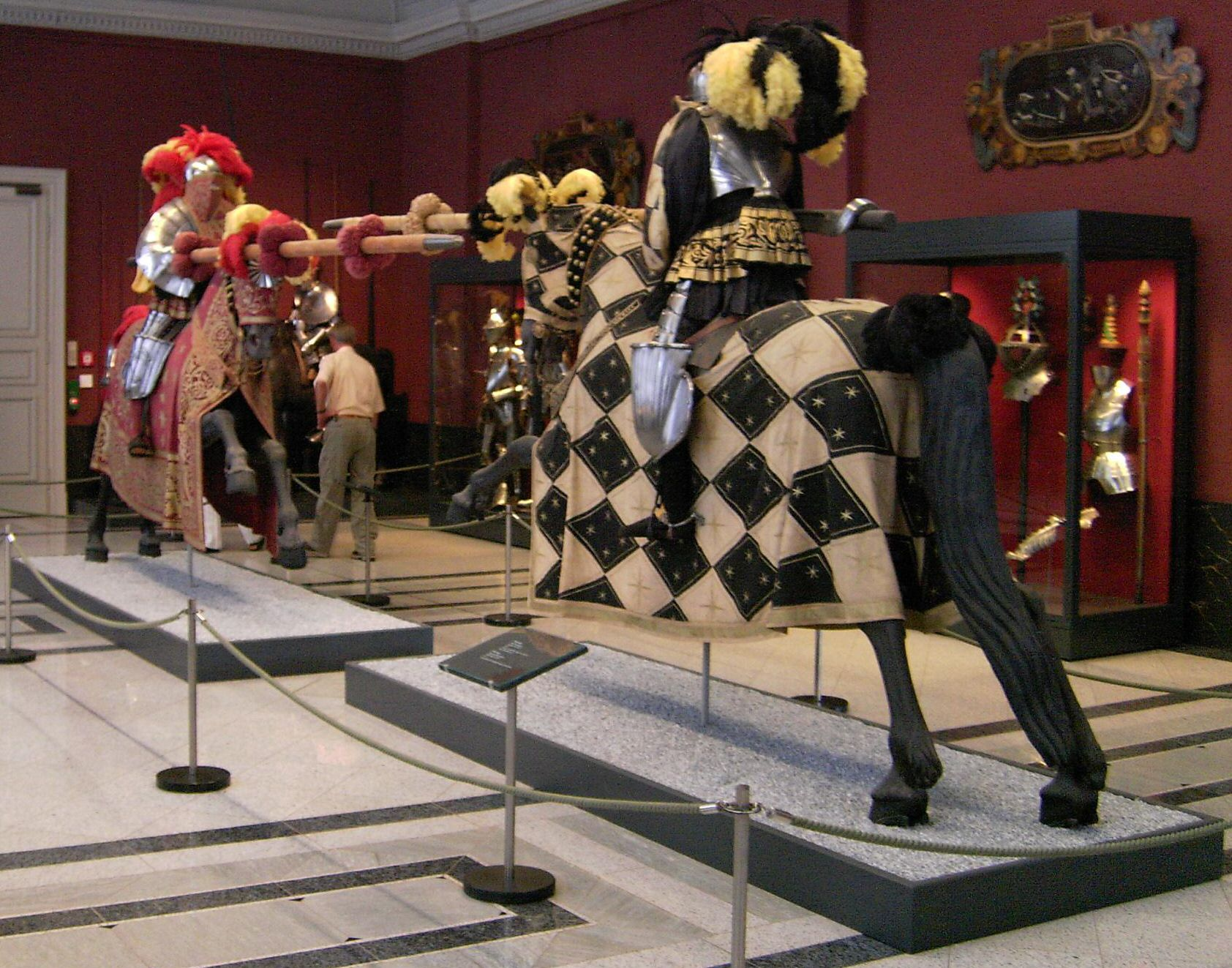
Blick in die Rüstkammer (ehemaliger Standort in der Sempergalerie)

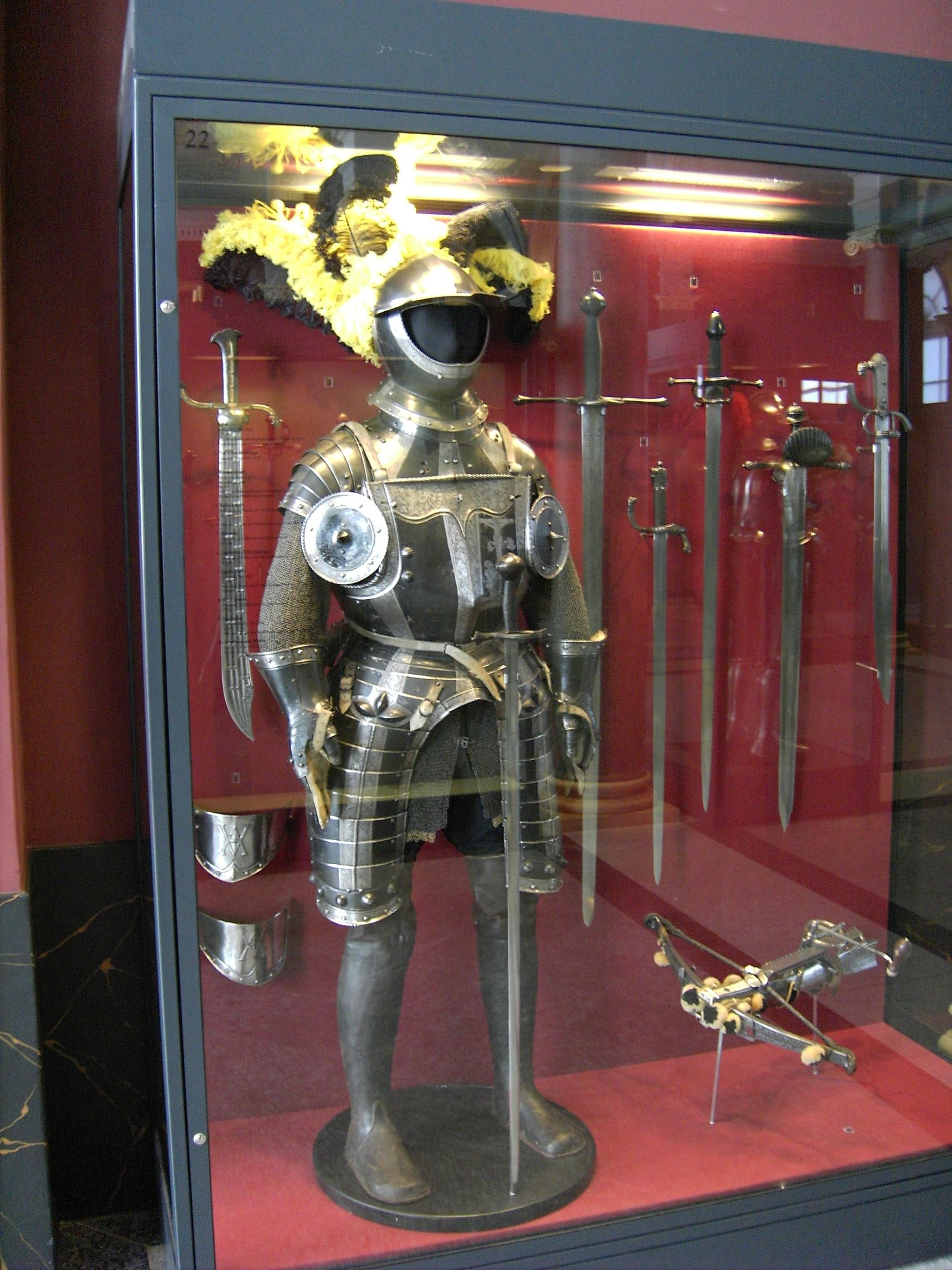
Harnisch und historische Waffen

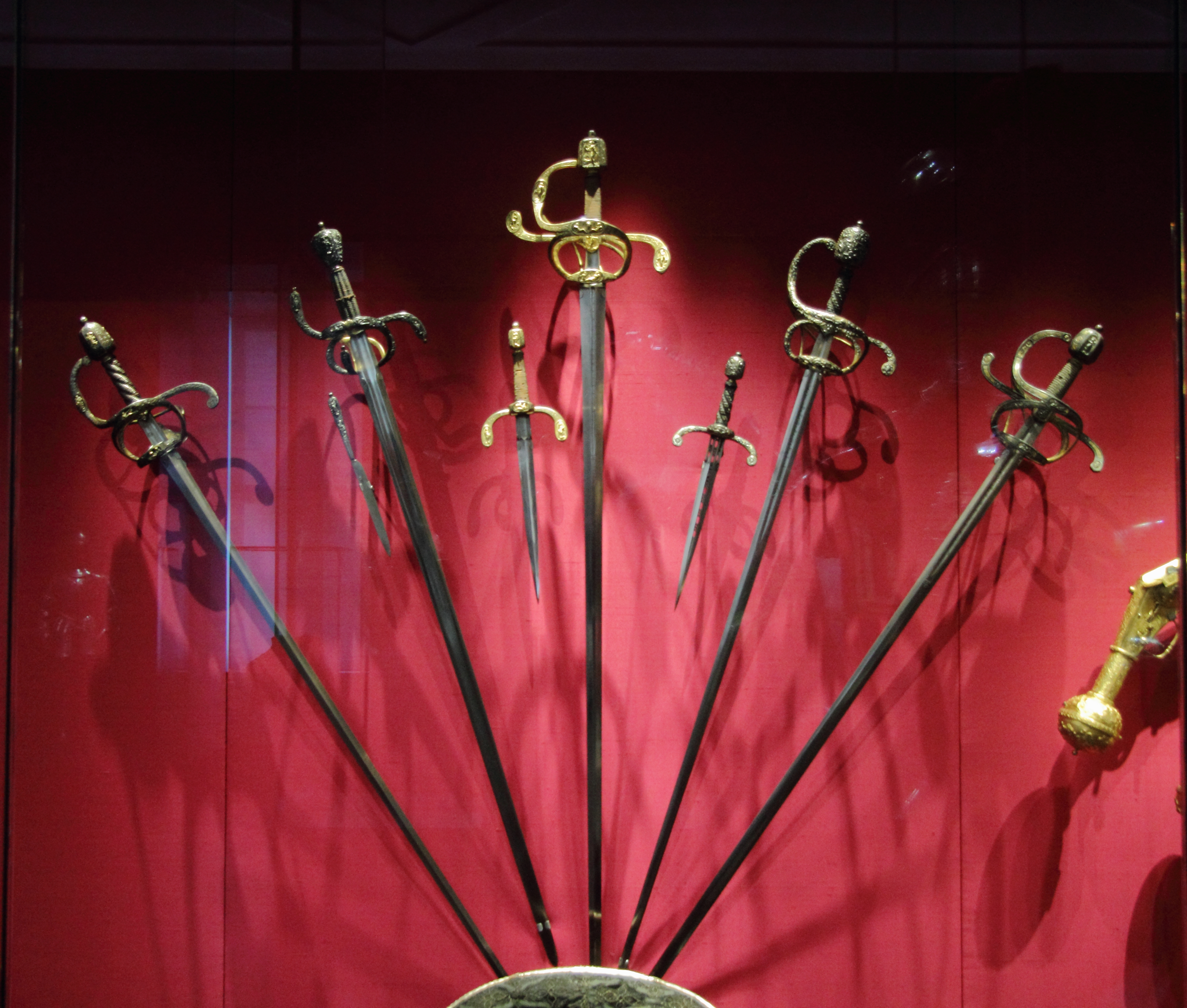
Sammlung von Blankwaffen

Der Ursprung der Rüstkammer geht auf Albrecht den Beherzten zurück. Dieser hatte 1485 mit der Leipziger Teilung ein selbständiges Herzogtum erhalten. Daraufhin gründete er eine Herzogliche Harnischkammer im Dresdner Residenzschloss. Mit Übernahme der sächsischen Kurwürde durch den Herzog Moritz im Jahre 1547 ging daraus die Kurfürstliche Rüst- und Harnischkammer hervor. Sie diente der Aufbewahrung der Leib-, Turnier- und Prunkwaffen des Hofes und der zugehörigen Ausrüstungen und befand sich ebenfalls im Residenzschloss.
Mit der gezielten Sammlung von Kunstgegenständen begann erst Kurfürst August von Sachsen im 16. Jahrhundert. Unter seiner Leitung wurden die Kurfürstliche Rüst- und Harnischkammer und die Jagdkammer zur Kurfürstlichen Rüstkammer zusammengeschlossen. Auch leitete er die museale Ära dieser Sammlung ein. Das älteste Gesamtinventar datiert aus dem Jahr 1567 und listet über 1.500 Waffen auf. Viele Harnische befanden sich schon damals auf geschnitzten Holzpferden.
Die finanziellen Mittel für die wachsende Sammlung bezog August von Sachsen vor allem aus dem erzgebirgischen Silberbergbau und der Kloster- und Kirchenauflösung nach der Reformation sowie dem zur damaligen Zeit florienden Handwerk, dem Handel und der aufblühenden sächsischen Landwirtschaft. Einige Stücke waren auch Geschenke für den kurfürstlichen Hof. Daneben waren zahlreiche Plattner, Rüstmeister, Büchsenmeister, Gold- und Messerschmiede am sächsischen Hof tätig. So hatte die Dresdner Rüst- und Harnischkammer im 16. Jahrhundert einen ähnlichen Umfang wie das Kaiserliche Zeughaus in Wien.
Die Sammlung wurde unter Christian I. und seinem Nachfolger Christian II. stark erweitert und wertvolle Stücke von deutschen, italienischen, flämischen, französischen und spanischen Meistern kamen hinzu. Die Rüstkammer zog im Jahre 1591 in die oberen Etagen des gerade erbauten Stallgebäudes (des heutigen Johanneums) ein, wo sie bis 1772 verblieb.
Johann Georg I. erweiterte die Sammlung vor allem durch Jagdwaffen und -geräte. Johann Georg III. fügte orientalische Waffen hinzu. Diese hatte er als Kriegsbeute von der Schlacht mit den Türken vor Wien im Jahr 1683 mitgebracht. Allerdings wurde die Sammlung in der Zeit zwischen Johann Georg I. und Johann Georg IV. nur unwesentlich erweitert.
Auch Kurfürst August der Starke zeigte wenig Interesse am Sammeln von Rüstungsgegenständen und Waffen. Allerdings erlangte die Rüstkammer mit der Ernennung von August zum König von Polen 1697 königlichen Status. Jedoch sah sich August mit der Übernahme dieses Amtes vor große Repräsentationanforderungen gestellt. So wurde das Stallgebäude für die Aufnahme der Gemäldesammlung vorgesehen, womit die Rüstkammer 1722 in die benachbarte „Geheime Kriegskanzlei“ umziehen musste. Auch zog August der Starke die reichverzierten Schwerter und andere Prunkwaffen aus der Rüstkammer in das zwischen 1723 und 1729 geschaffene Schatzkammermuseum „Grünes Gewölbe“ ab. Bedeutende Sammelobjekte aus der Zeit Augusts des Starken sind der Felddegen von Peter dem Großen und das Krönungsornat, das August der Starke bei seiner Krönung als König August II. von Polen im Jahr 1697 trug.
Der Nachfolger Augusts des Starken, August III., ließ im „Langen Saal“ des Stallhofes eine umfangreiche Feuerwaffensammlung anlegen, die Gewehrgalerie. Die Sammlung stellt heute mit 3.000 Stücken einen wichtigen Teil der Kunstgegenstände in der Rüstkammer dar.
Im Jahr 1831 gelangte die Rüstkammer unter staatliche Verwaltung und hieß nun Königliches Historisches Museum. Ein Jahr später wurde die Ausstellung aus der „Geheimen Kriegskanzlei“ in den Zwinger verlegt. Um den Umzug zu finanzieren, verkaufte man zahlreiche Objekte der Sammlung, was den Bestand der Rüstkammer deutlich verringerte. Ein weiterer Umzug erfolgte 1877, also das Historische Museum erneut im Johanneum unterkam. Hier verblieb es bis zur Auslagerung im Zweiten Weltkrieg. Die um 1728 von August dem Starken abgerufenen Prunkwaffen der Rüstkammer führte man zwischen 1913 und 1914 aus dem Grünen Gewölbe wieder hierher zurück.
Im Zweiten Weltkrieg wurden die Kunstgegenstände auf der Festung Königstein und in mehreren sächsischen Schlössern ausgelagert. Nach dem Krieg gelangte die Sammlung durch die sowjetische Besatzungsmacht nach Leningrad. Im Jahr 1958 erhielt Dresden die Sammlung zurück. 1959 eröffnete eine erste Ausstellung im Ostflügel der Sempergalerie am Zwinger. Hier befand sich das 1992 in Rüstkammer rückbenannte Museum bis September 2012.
Seit dem 19. Februar 2013 ist die Rüstkammer wieder im Riesensaal des Dresdner Schlosses der Öffentlichkeit zugänglich. 1480 als zentraler Saal der Residenz angelegt, ist der im 16. Jahrhundert in seiner heutigen Dimension errichtete Riesensaal mit einer Länge von fast 60 Metern und einer Breite von 13 Metern der größte und bekannteste Raum des Schlosses.

## Bestände und Ausstellung

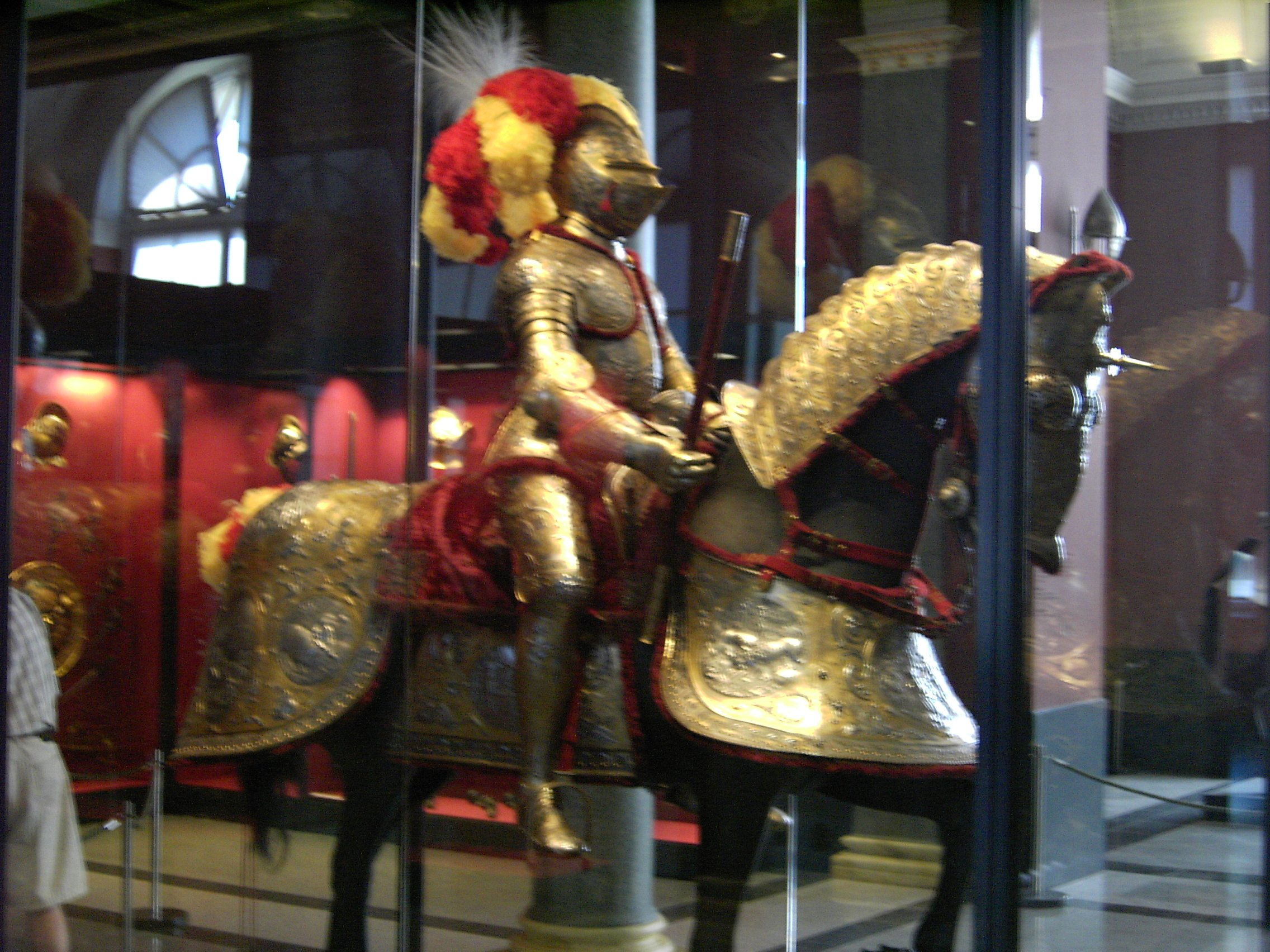
Prunkharnisch für Mann und Ross von Eliseus Libaerts aus dem Jahr 1563/64 (in Auftrag gegeben von König Erik XIV. von Schweden, konfisziert vom dänischen König Friedrich II., von Kurfürst Christian II. 1606 erworben)

Die Rüstkammer umfasst historische Waffen, Kleider, Rüstungen und Bildnisse des 15. bis 18. Jahrhunderts. In der gesamten Sammlung befinden sich etwa 10.000 Kunstgegenstände, angefertigt von Gold- und Waffenschmieden, Kunsthandwerkern, Malern und höfischen Kostümschneidern aus ganz Europa. Schwerpunkte der Sammlung bilden die Hieb- und Stichwaffen mit etwa 2.200 Schwertern, Degen und Dolchen sowie die historischen Feuerwaffen, bestehend aus rund 1.400 Pistolen und 1.600 Gewehren.
Gezeigt werden heute etwa 1.300 Objekte, weniger als 10 Prozent des Bestandes, in einer modernen Ausstellung unter Nutzung von 121 Vitrinen. Die Exponate umfassen den Zeitraum vom 15. bis zum 18. Jahrhundert, darunter Kunstkammerstücke, Prunkwaffen – Harnische, Helme, Schilde, Schwerter, Degen und Dolche, Säbel, Pistolen und Gewehre – sowie Reitzeuge, Prunkkleider und Bildnisse aus dem Besitz der wettinischen Kurfürsten. Besonders bemerkenswert sind die Krone Augusts II. und der Prunkharnisch für König Erik XIV. von Schweden mit seiner spektakulären Provenienzgeschichte, dessen Darstellungen von Herkulestaten in ovalen Medaillons auf dem Rosssharnisch weitgehend Stichvorlagen von Cornelis Cort nach Frans Floris verwenden.
Aus dem Bestand von fast 1000 orientalischen bzw. orientalisierenden Objekten der Rüstkammer sind über 600 Exponate in der Türckischen Cammer ausgestellt.
2021 wurde die Gewehrgalerie zur Präsentation der Feuerwaffen im restaurierten bzw. rekonstruierten Langen Gang eröffnet.